# إدارة عمل الجبهة المتحدة باللجنة المركزية للحزب الشيوعي الصيني
إدارة عمل الجبهة المتحدة باللجنة المركزية للحزب الشيوعي الصيني هي إدارة تقدم تقاريرها مباشرة إلى اللجنة المركزية للحزب الشيوعي الصيني، والتي تجمع المعلومات الاستخباراتية وتدير العلاقات معها وتحاول التأثير على نخبة الأفراد والمنظمات داخل الصين وخارجها.

## نبذة
تركز إدارة عمل الجبهة المتحدة باللجنة المركزية للحزب الشيوعي الصيني عملها على الأشخاص أو الكيانات خارج الحزب، خاصة في المجتمع الصيني بالخارج، الذين يتمتعون بنفوذ اجتماعي أو تجاري أو أكاديمي، أو الذين يمثلون مجموعات المصالح.
يسعى الاتحاد من خلال جهوده إلى ضمان أن هؤلاء الأفراد والجماعات يدعمون أو يفيدون مصالح الحزب الشيوعي الصيني وأن النقاد المحتملين يظلون منقسمين.